# Psychrolutes marcidus
Psychrolutes marcidus – gatunek ryby skorpenokształtnej z rodziny Psychrolutidae, zamieszkującej głębokie wody u południowych wybrzeży Australii i Tasmanii. Z powodu braku dostępu do miejsca jej występowania jest dość rzadko widywana przez ludzi.

## Występowanie
P. marcidus jest endemitem wód okalających Australię – Broken Bay, Nową Południową Walię oraz południową część Australii, w tym Tasmanię. Występuje na głębokości 600–1200 m.

## Charakterystyka
Długość ciała gatunku dochodzi do 30 cm. Charakterystyczną cechą tej ryby jest „obwisły” wygląd, stąd jest angielska nazwa – blobfish – blob oznacza bezkształtną masę. W środowisku naturalnym ryba wygląda jednak zupełnie inaczej niż jej najbardziej rozpowszechniony, zabawny wizerunek. Jest to ryba głębinowa i w przypadku jej złowienia oraz wydobycia na powierzchnię jej ciało ulega gwałtownej dekompresji. A ponieważ mięśnie ryby są galaretowate i mniej gęste od wody gwałtownie puchną i nabierają „twarzowego” wyglądu. Z powodu wysokiego ciśnienia nie jest jej też przydatny pęcherz pławny. Ubarwienie białawe. Żywi się każdym napotkanym pokarmem. Brak danych na temat rozrodu.

## Przypisy

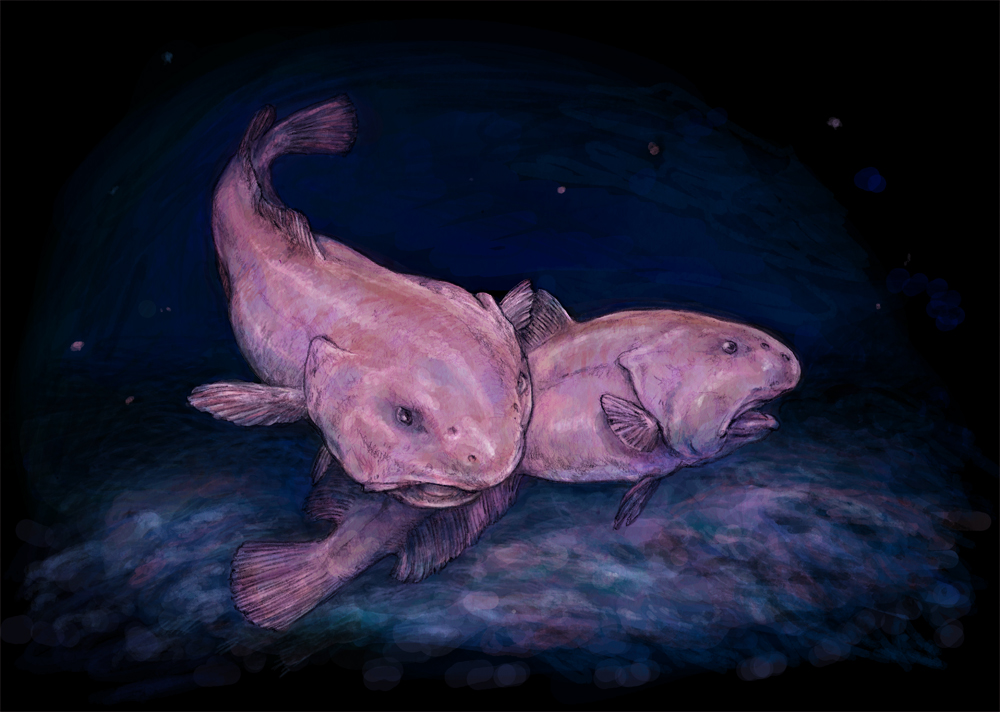
Ilustracja przedstawiająca Psychrolutes marcidus